# Сельское поселение Костинское (Московская область)
Сельское поселение Костинское — упразднённое муниципальное образование со статусом сельского поселения в Дмитровском районе Московской области Российской Федерации.

## Общие сведения
Образовано согласно Закону Московской области от 28 февраля 2005 года № 74/2005-ОЗ. 19 мая 2018 года упразднено с включением в состав новообразованного Дмитровского городского округа.
Административный центр — село Костино.
Глава сельского поселения — Замотаева Тамара Васильевна. Адрес администрации: 141862, Московская область, Дмитровский район, село Костино, дом 127.

## География
Граничит с городским поселением Дмитров и Якотским сельским поселением; Васильевским сельским поселением и городским поселением Хотьково Сергиево-Посадского района; городскими поселениями Ашукино, Софрино и Ельдигинским сельским поселением Пушкинского района; Федоскинским сельским поселением Мытищинского района. Площадь территории сельского поселения составляет 19 807 га (198,07 км²).

## Население
| 2006  | 2007  | 2008  | 2009  | 2010  | 2011  | 2012  |
| ----- | ----- | ----- | ----- | ----- | ----- | ----- |
| 2714  | ↘2654 | ↗2673 | ↗2686 | ↘2644 | ↗2799 | →2799 |
| 2013  | 2014  | 2015  | 2016  | 2017  | 2018  |       |
| ↘2763 | ↗2827 | ↘2819 | ↘2798 | ↘2754 | ↘2735 |       |

## Состав
В состав сельского поселения вошли 44 населённых пункта упразднённых Гришинского и Костинского сельских округов:
| Вид     | Наименование      | Население, чел. (2010) |
| ------- | ----------------- | ---------------------- |
| деревня | Андрейково        | 7                      |
| деревня | Арханово          | 4                      |
| деревня | Ассаурово         | 75                     |
| деревня | Бабкино           | 3                      |
| деревня | Беклемишево       | 21                     |
| деревня | Благодать         | 1                      |
| деревня | Большое Прокошево | 152                    |
| деревня | Ваганово          | 0                      |
| деревня | Ваньково          | 6                      |
| деревня | Глебездово        | 2                      |
| деревня | Горки             | 42                     |
| деревня | Гришино           | 40                     |
| деревня | Ерыково           | 0                      |
| деревня | Ивановское        | 4                      |
| деревня | Исаково           | 39                     |
| деревня | Кекишево          | 12                     |
| деревня | Коверьянки        | 12                     |
| село    | Костино           | 654                    |
| деревня | Лавровки          | 4                      |
| посёлок | Лавровки          | 103                    |
| деревня | Лотосово          | 18                     |
| деревня | Мелихово          | 28                     |
| деревня | Морозово          | 6                      |
| деревня | Нерощино          | 2                      |
| деревня | Никулино          | 17                     |
| деревня | Новинки           | 9                      |
| посёлок | Новое Гришино     | 1123                   |
| деревня | Притыкино         | 7                      |
| деревня | Сазонки           | 61                     |
| деревня | Сбоево            | 24                     |
| деревня | Селевкино         | 49                     |
| деревня | Сергейково        | 0                      |
| посёлок | станции Костино   | 17                     |
| деревня | Сурмино           | 13                     |
| деревня | Сычевки           | 0                      |
| деревня | Трощейково        | 14                     |
| деревня | Труневки          | 11                     |
| деревня | Федоровское       | 21                     |
| деревня | Филимоново        | 0                      |
| деревня | Хлыбы             | 9                      |
| деревня | Хорьяково         | 3                      |
| деревня | Шадрино           | 5                      |
| деревня | Щепино            | 26                     |
| деревня | Щетнево           | 0                      |